# Mataušas
Mataušas ist ein litauischer männlicher Vorname. Die Kurzform ist Matas. Die weibliche Form ist Mataušė.

## Personen
- Antanas Mataušas Vaisa (1928–1995),  Politiker, Vizekommunikationsminister